# Cyklogeneze
Cyklogeneze je rozvoj či zesílení cyklónové cirkulace v atmosféře (oblast nízkého tlaku). Jedná se o obecný termín pro několik různých procesů, které dávají vzniknout cyklóně nebo umožňují její prohlubování. Může se jednat například o orografickou cyklogenezi probíhající na závětrné straně horské překážky, nebo termickou cyklogenezi spojenou s turbulentním přenosem zjevného tepla od podkladu.
Opakem cyklogeneze je cyklolýza, tedy slábnutí až zánik cyklóny.

## Explozivní cyklogeneze
Explozivní cyklogeneze (též rapidní cyklogeneze, bombogeneze, cyklonální bomba nebo bombová cyklóna) je velmi intenzivní prohlubování cyklóny, kdy tlak vzduchu během 24 hodin silně poklesne. Několikrát ročně k němu dochází například nad severním Atlantikem nebo při východním pobřeží USA.
Další informace lze nalézt v meteorologickém slovníku nebo populárním článku na In-počasí. Anglická Wikipedie o explozivní cyklogenezi hovoří pouze v souvislosti s mimotropickými cyklónami, zatímco u tropických používá termín rapid intensification.